# Grjazev-Sjipoenov GSj-6-23

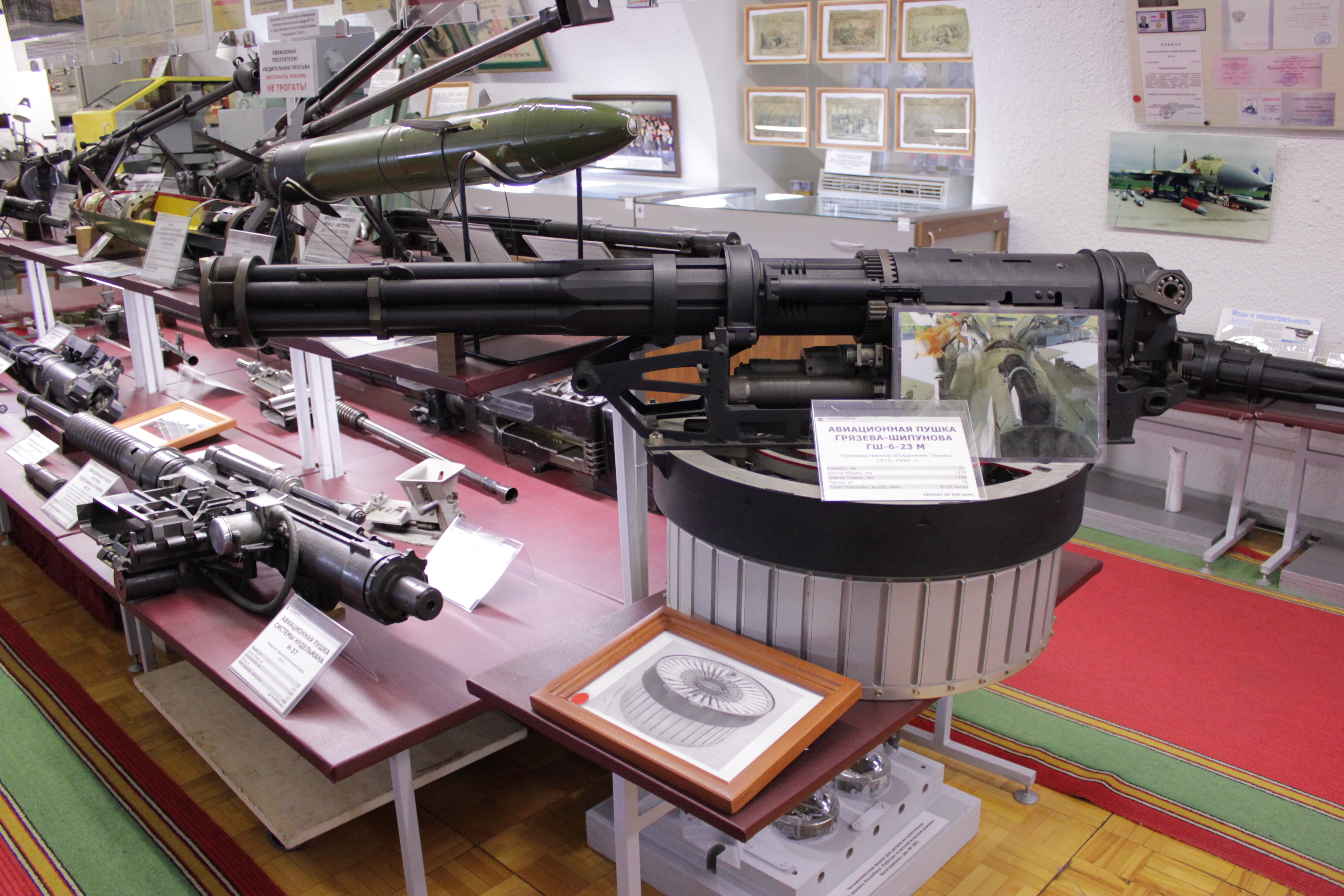
De GSj-6-23

De Grjazev-Sjipoenov GSj-6-23 (Russisch: Грязев-Шипунов ГШ-6-23) is een Gatling gun snelvuurkanon met zes lopen en kaliber 23 mm door Grjazev en Sjipoenov ontworpen als boordgeschut voor jachtvliegtuigen van de Sovjet-Unie en nadien Rusland.
KBP Instrument Design Bureau in Toela bouwt het.

## Specificaties
- Aantal lopen: 6
- Terugslag: ja
- Massa: 76 kg
- Lengte: 1400 mm
- Lengte loop: 1000 mm
- Granaat: 23 mm x 115 mm
- Hoogte: 180 mm
- Vuursnelheid: 10.000 schoten / min, snelste ter wereld
- Mondingssnelheid: 715 m/s

## Jachtvliegtuigen
- Soechoj Soe-15
- Soechoj Soe-24
- Mikojan-Goerevitsj MiG-31